# Hallebysjön
Hallebysjön är en sjö i Linköpings kommun, Norrköpings kommun och Söderköpings kommun i Östergötland och ingår i Motala ströms huvudavrinningsområde. Sjön har en area på 0,935 kvadratkilometer och ligger 61 meter över havet. Sjön avvattnas av vattendraget Kumlaån.

## Delavrinningsområde
Hallebysjön ingår i det delavrinningsområde (647756-151289) som SMHI kallar för Utloppet av Hallebysjön. Medelhöjden är 74 meter över havet och ytan är 23,63 kvadratkilometer. Det finns inga avrinningsområden uppströms utan avrinningsområdet är högsta punkten. Kumlaån som avvattnar avrinningsområdet har biflödesordning 3, vilket innebär att vattnet flödar genom totalt 3 vattendrag innan det når havet efter 65 kilometer. Avrinningsområdet består mestadels av skog (50 procent), öppen mark (11 procent) och jordbruk (32 procent). Avrinningsområdet har 0,92 kvadratkilometer vattenytor vilket ger det en sjöprocent på 3,9 procent.